# Crotalaria heqingensis
Crotalaria heqingensis är en ärtväxtart som beskrevs av C.Y.Yang. Crotalaria heqingensis ingår i släktet sunnhampor, och familjen ärtväxter. Inga underarter finns listade i Catalogue of Life.